# Bant (Insel)

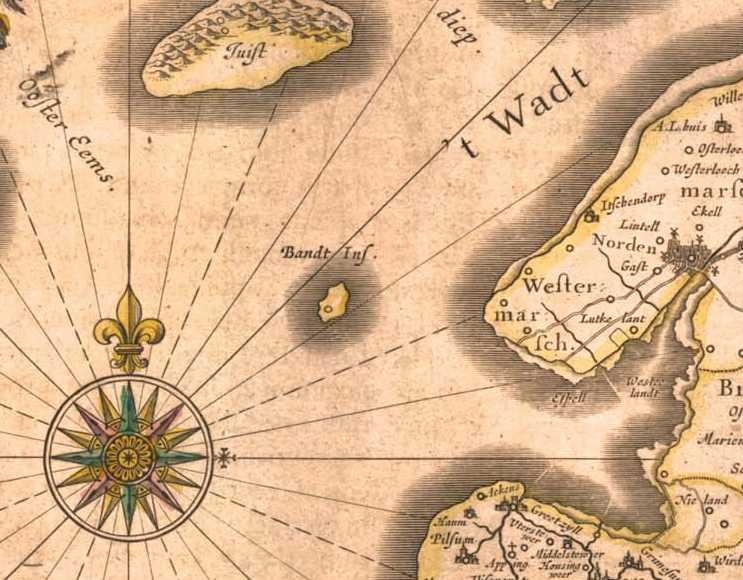
Insel Bant auf Typus Frisiae Orientalis von 1596

Bant war der Name einer Insel vor der Küste Ostfrieslands im Gebiet der Kopersand-Itzendorfplate zwischen der Leybucht und der Insel Juist. Von der Insel ist heute nur eine Sandbank übriggeblieben. Im Unterschied zu den heutigen ostfriesischen Inseln, die sich vor etwa 2000 Jahren als sogenannte Schwemmlandinseln aus einem zwischen dem Watt und dem offenen Meer gelegenen Strandwall gebildet haben, war Bant eine Marschinsel ähnlich den Halligen Nordfrieslands.
Die Insel war bis Ende des 16. Jahrhunderts bewohnt. Es gab mehrere Salzsiedereien. Dort wurde aus der Asche des Seetorfs, der auf der Insel abgebaut wurde, durch Auslaugung Speisesalz gewonnen. Mitte des 18. Jahrhunderts wurden dort von der Stadt Emden zwei Seezeichen, die „Emder Kapen“, aufgestellt, um die Durchfahrt der Westerbalje zu sichern. Als Folge des Salztorf-Abbaus war Bant zunehmender Erosion ausgesetzt. Der hochwasserfreie Teil der Insel schrumpfte im Laufe des 17. und 18. Jahrhunderts von rund 76 auf 2,5 Hektar. Ursprünglich mag die Insel aber noch deutlich größer gewesen sein, und vielleicht reichte sie sogar bis zum heutigen Borkum Riff. 1780 wurde die Insel völlig überflutet.